# Трикала
Трикала (грец. Τρίκαλα) — місто в Греції, у периферії Фессалія, столиця однойменного ному Трикала.

## Історія
Розташована у родючій долині Фессалії, сучасна Трикала є гомерівською Трікка (або Тріккі), батьківщина трьох з аргонавтів і однієї з областей, а також одне з вірогідних місць народження Асклепія. Руїни стародавнього капища лікарю-богу Асклепію збереглись між центральною площею та церквою Святого у Трікалі. Це найдавніший «асклепіон» Греції — свого роду медичний центр, в яких також відправлявся культ Асклепія.
У місті також збереглись пам'ятки доби еллінізму та римського періоду, серед них мозаїки, стоа та лазні. Місто із домінуючою візантійською фортецею, зведеною на місці давнього акрополя, поділене на дві частини річкою Літеон, у «новому» місті найбільший інтерес викликають церква Святого Дімітрія Солунського та Собор Агії Анаргірі.
Докладніше: Замок Трикала
Наприкінці 10 століття Трикала перебувала під контролем Першого болгарського царства (920–922, 977–983, 996–997 рр.) після завоювання Симеоном І та Самуїлом, пізніше перебувала під владою Великої Волощини (1204–1215 рр.), Епірського деспотату (1215–1230 рр.), Фессалійського деспотату (1230–1235 рр.), Нікейської імперії (1241–1261 рр.), Візантійської імперії (1261–1335 рр.), Сербського царства (1348–1373 рр.), знову Візантійської імперії (1335–1348, 1373–1394, 1403–1411 рр.) та Османської імперії (1394–1403 і 1411–1881 рр.).
Трикала здобула свою сучасну назву від турків і стала центром османської провінції Румелія впродовж чотирьох століть в період 1411–1826 рр. Пізніше входила до складу Бітольського вілаєту в період між 1826–1867 і 1873–1881 рр. Трикала також була центром Фессалонікійського вілаєту між 1867–1873 рр. До незалежної Греції місто було приєднане 1881 р. після підписання Берлінського трактату. Проте в ході греко-турецької війни 1897 року Трикала знову була захоплена османами 28 квітня і утримувалась впродовж шести місяців.
У період існування Піндсько-Мегленського князівства Національні збори держави були скликані у Трикалі.

## Персоналії
- Георгіос Кондиліс — прем'єр-міністр Греції.
- Васіліс Цицаніс — композитор, виконавець музики для бузукі, засновник рембетики.
- Сотіріс Хатзіякіс — політик.
- Дімітріс Мітропанос — виконавець лаїка.
- Ефтіміос Рендзіас — баскетболіст Філадельфія Севенті-Сіксерс.
- Сотіріос Кіріакос — футболіст клубу АЕК.
- Дімітріс Сгурос — грецький піаніст.

## Спорт
| Клуб    | Ліга                  | Майданчик                     | Місткість | Заснований |
| ------- | --------------------- | ----------------------------- | --------- | ---------- |
| Трикала | Бета Етнікі — футбол  | Муніципальний стадіон Трикали | 15 000    | 1963       |
| Трикала | A2 Етнікі — баскетбол | Крита зала Трикали            | 2 500     | 1999       |

## Міста-побратими
- Амберг, Німеччина,
- Брашов, Румунія
- П'ятигорськ, Росія
- Чунцін, Китай
- Таланс, Франція,
- Тусон, США